# 1897 في إسبانيا
فيما يلي قوائم الأحداث التي وقعت خلال عام 1897 في إسبانيا.

## سياسة

### تعيين في المنصب
- 1 أكتوبر – سيجسموندو موريت overseas minister  [لغات أخرى]‏.

## مواليد

### أغسطس
- 16 أغسطس – رامون جيل لاعب كرة قدم إسباني.
- 26 أغسطس – خواكين فاسكيز لاعب كرة قدم إسباني.
- 31 أغسطس – سيلفيرو إيزاغويري لاعب كرة قدم إسباني.

### أكتوبر
- 19 أكتوبر – بيدرو يورينتي
- 28 أكتوبر – رفاييل سانتشيث غيرا لاعب كرة قدم إسباني.

### نوفمبر
- 29 نوفمبر – فايكروسا

### ديسمبر
- 8 ديسمبر – خوسيه نافارو مورينيس فارس إسباني.
- 11 ديسمبر – سابينو بيلباو لاعب كرة قدم إسباني.

## وفيات

### فبراير
- 2 فبراير – لويزا فيرناندا دي بوربون (مواليد 1832) دوقة مونتبنسير، إنفانتا إسبانية.

### يوليو
- 9 يوليو – فرانشيسكو خافيير سيمونت (مواليد 1829)

### أغسطس
- 8 أغسطس – أنطونيو كانوباس ديل كاستيو (مواليد 1828) سياسي إسباني.

### أكتوبر
- 4 أكتوبر – باسكوال كيانجوس (مواليد 1809)